# Église Notre-Dame de Châtel-Montagne
Pour les articles homonymes, voir Église Notre-Dame.

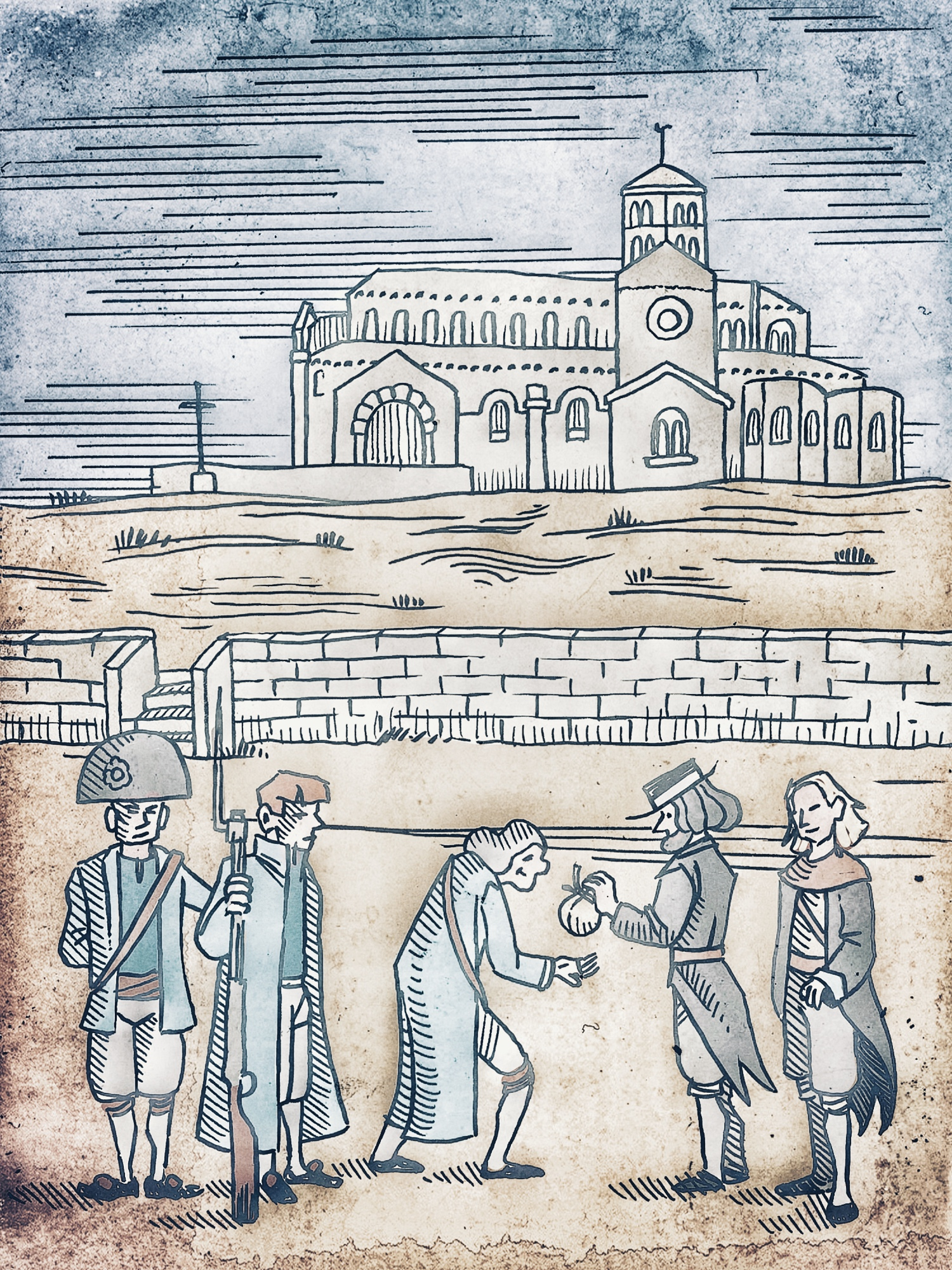
Rachat de l'église par Jean Phélipon (illustration XVIIIe).

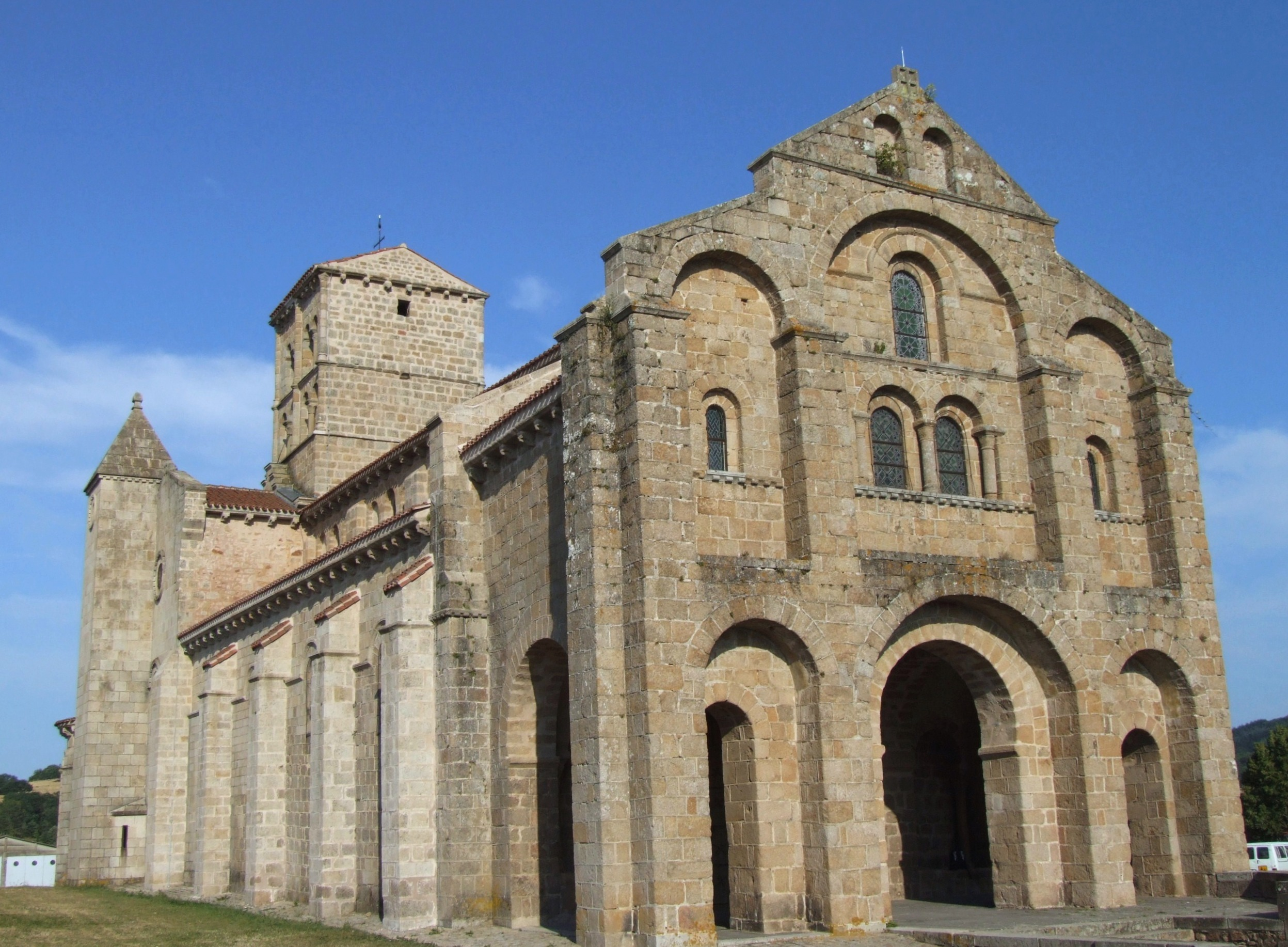
Vue d'ensemble.

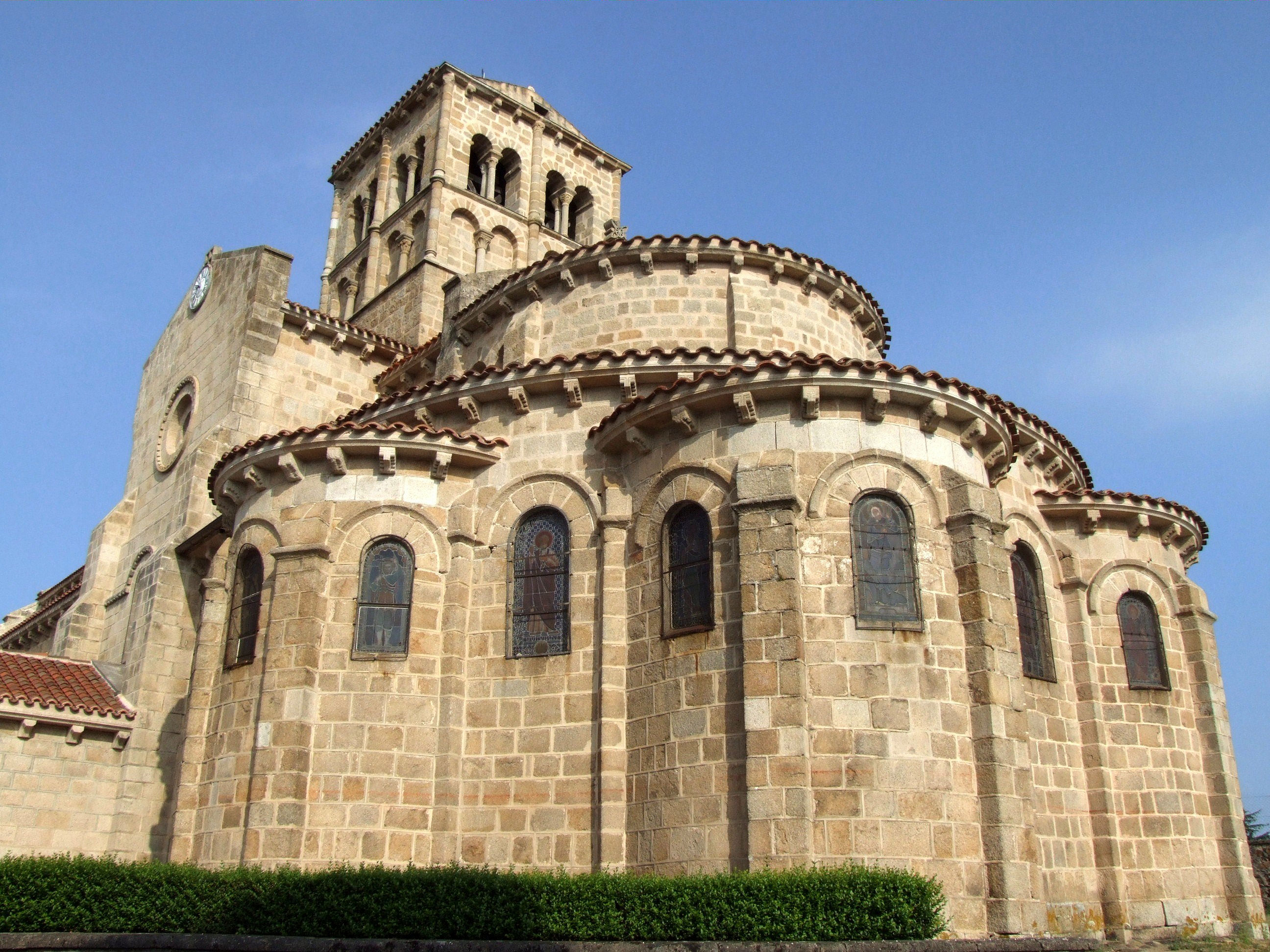
Chevet.

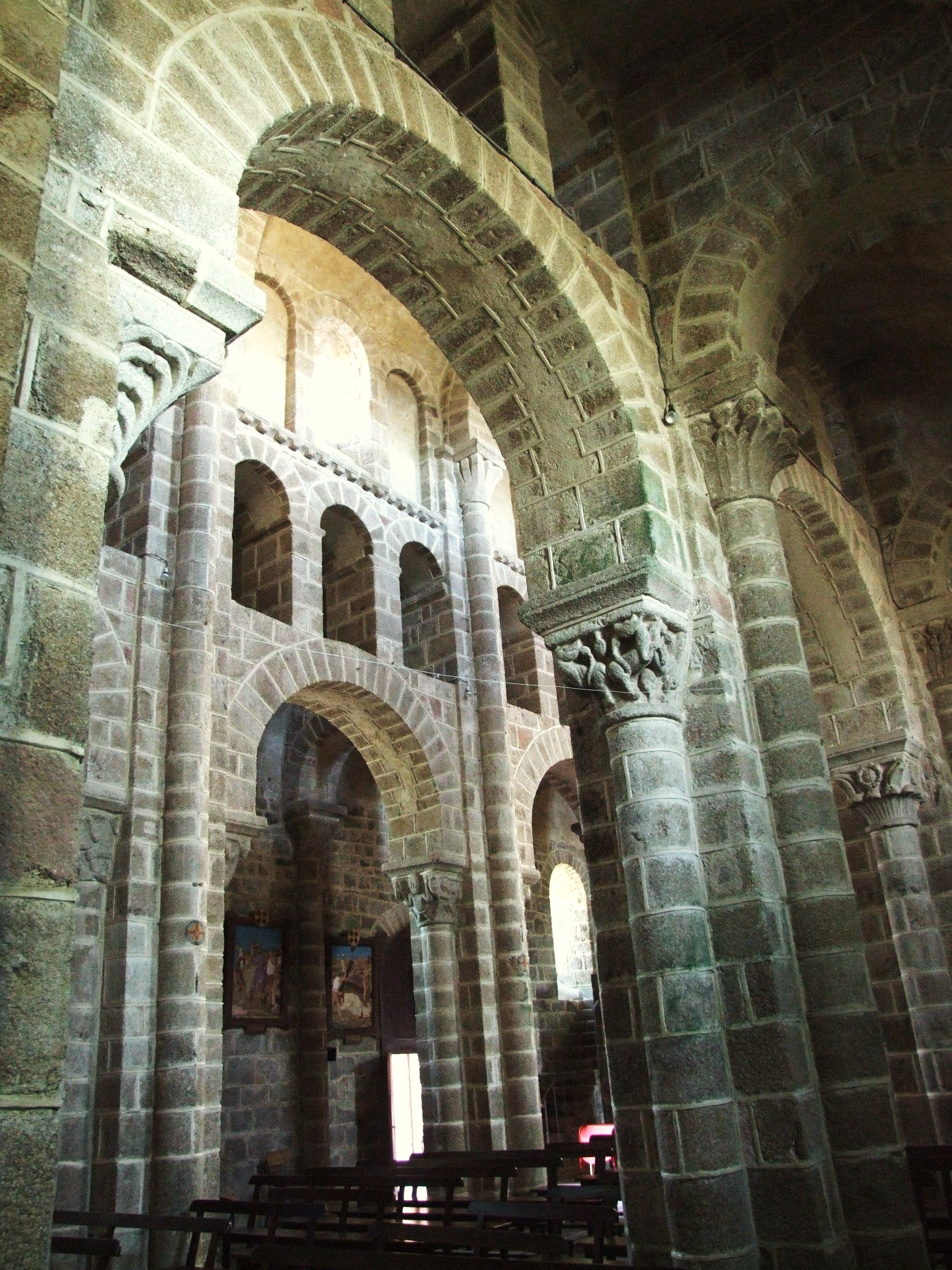
Élévation de la nef.

L’église Notre-Dame à Châtel-Montagne dans l'Allier en France faisait partie d'un prieuré clunisien du XIe siècle. Elle est un joyau de l'art roman.

## Histoire
L'église de la Vierge-Marie de Châtel-Montagne est donnée par Dalmas de Châtel-Montagne vers 1081-1088 à l'abbaye de Cluny. Une copie de l'acte de donation indique la date de fondation du prieuré au 2 mai 1082. Cette donation est contestée par deux frères de Dalmace. Mais cela n'empêche le pape Urbain II de confirmer la possession du prieuré par l'abbaye de Cluny le 16 mars 1095. Cette donation concerne également la chapelle castrale, ainsi que des biens importants : la donation est conséquente et va permettre la mise en place d'une petite communauté.
Un acte du 21 septembre 1131, Aimeric, évêque de Clermont, donne son accord à Pierre le Vénérable, abbé de Cluny, reconnaissant au prieur de Châtel-Montagne de nommer à la cure d'Arfeuilles.
Le prieuré est installé pour trois ou quatre moines (ce qui est attesté en 1270, 1295, et 1354). En 1331, le prieuré passe dans la mense de celui du prieuré féminin Laveine près de Maringues (Puy-de-Dôme), le XIVe siècle marquant le repli des petits établissements.
Les visiteurs clunisiens signalent que les bâtiments conventuels sont en mauvais état en 1354, 1386 et 1417.
En 1501, le prieuré de Laveine est réformé par l'abbé de Cluny Jacques d'Amboise. Le prieur cède alors tous ses droits à la prieure Gabrielle de Polignac pour gérer le temporel du prieuré.
Il y a encore des moines au prieuré de Châtel-Montagne en 1679. On ne sait pas très bien dans quelles circonstances ils quittent le prieuré. Quand des moines étaient présents dans le prieuré, ils célébraient la messe sur le maître-autel situé dans l'abside. Les messes de la paroisse se faisaient sur le maître-autel consacré à saint Genest placé à l'est de la nef. Quand ils quittent le prieuré, les offices de la paroisse sont alors transférés sur le maître-autel de l'abside. L'autel consacré à saint Genest est détruit entre 1698 et 1702.

## Historique de la construction de l'église
En l'absence de documents concernant la construction et permettant de connaître d'une manière certaine les dates de construction, les étapes probables ont été définies en 1905 par Eugène Lefèvre-Pontalis.
La première phase de construction concerne la nef de l'église, les collatéraux et le transept dont les parties basses remontent au début du XIIe siècle.
Les parties hautes de la nef, à partir de la fausse tribune, les voûtes des collatéraux et le porche occidental ont dû être construits vers 1150.
Les voûtes du transept et le chœur datent de la fin du XIIe siècle.
Le porche d'entrée sud a été construit au XIIIe siècle.
Bernard Craplet critique cet historique en indiquant que l'homogénéité de la nef ne justifie pas de couper en deux phases de construction de la nef. Elle aurait été entièrement construite en 1100 et 1125. La partie la plus ancienne de l'église serait le transept qui aurait été construit au XIe siècle puis modifié au début du XIIIe siècle. Le porche occidental aurait été construit ensuite, au milieu du XIIe siècle, en avant de l'ancienne façade occidentale.
En 1835, la première absidiole côté nord est démolie et remplacée par une chapelle rectangulaire.
L'église est classée Monument historique en 1840. Le porche latéral sud menaçant ruine, la municipalité veut le détruire en 1850. Le ministère chargea alors l'architecte Eugène Millet de faire un rapport sur l'état du bâtiment en 1852. Le porche latéral sud est reconstruit en 1853. Les toitures sont refaites en 1864-1865. Puis les travaux de restauration sont réalisés par l'architecte Georges Darcy entre 1873 et 1876.

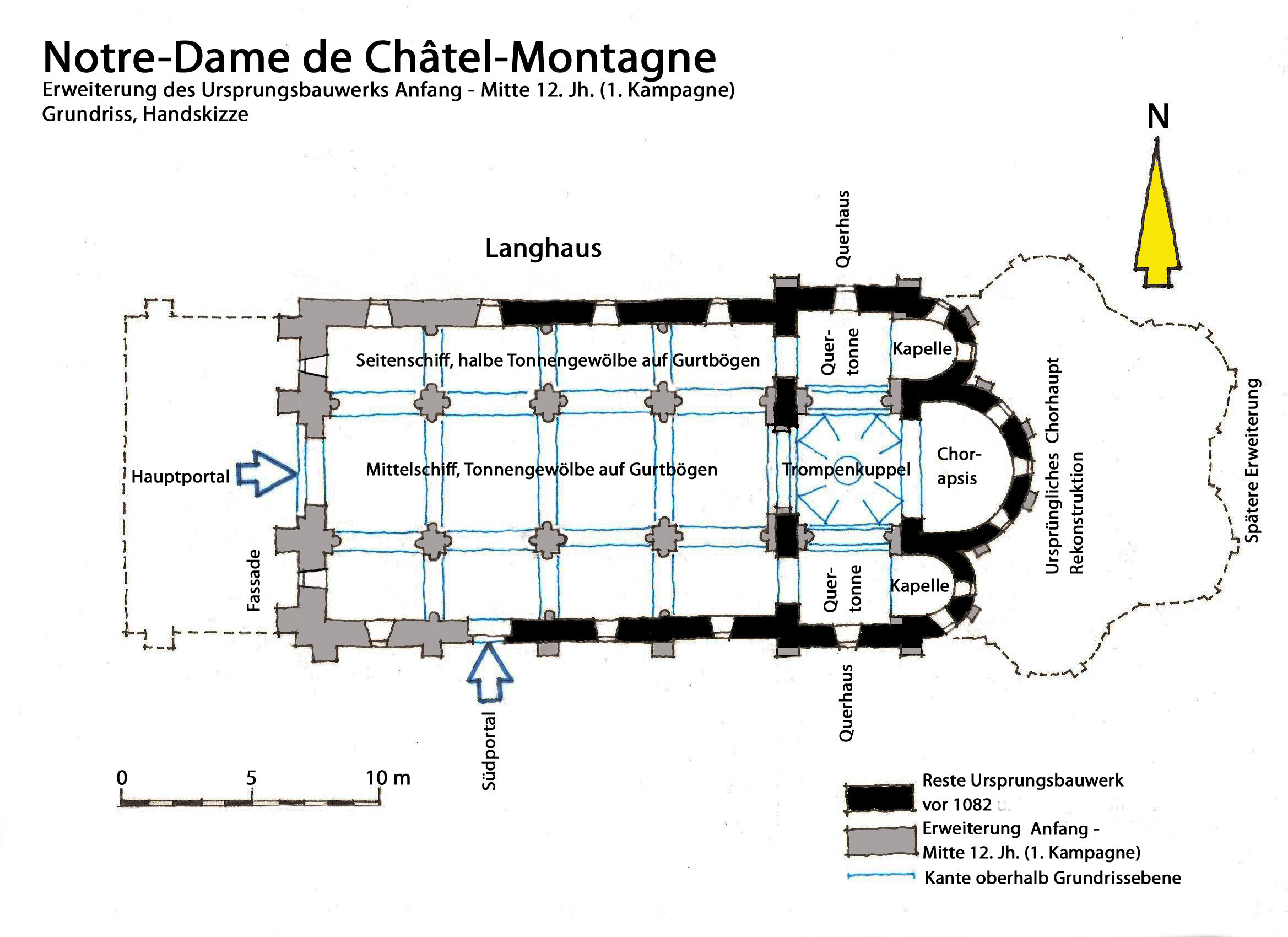
La première église.
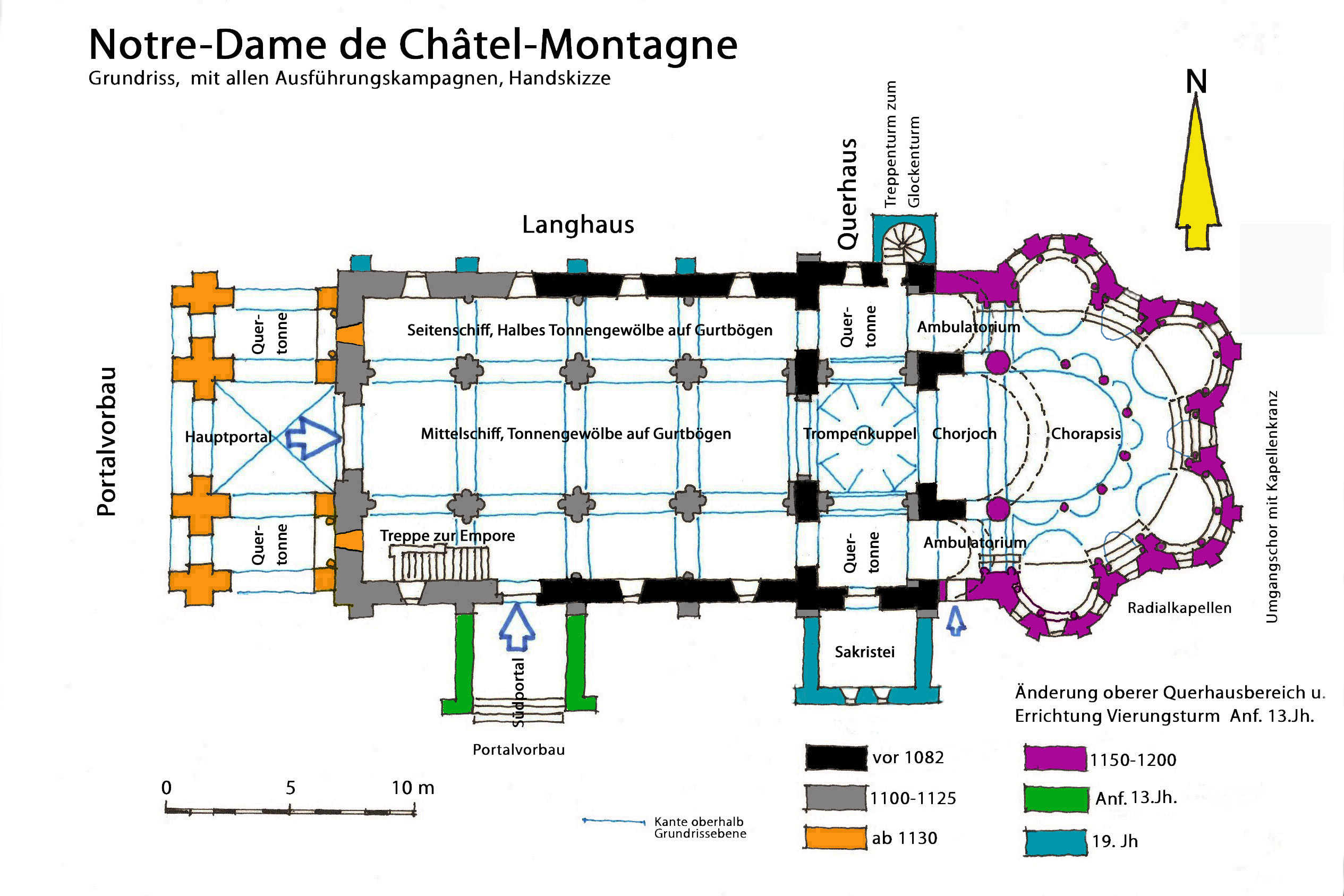
Périodes de construction.
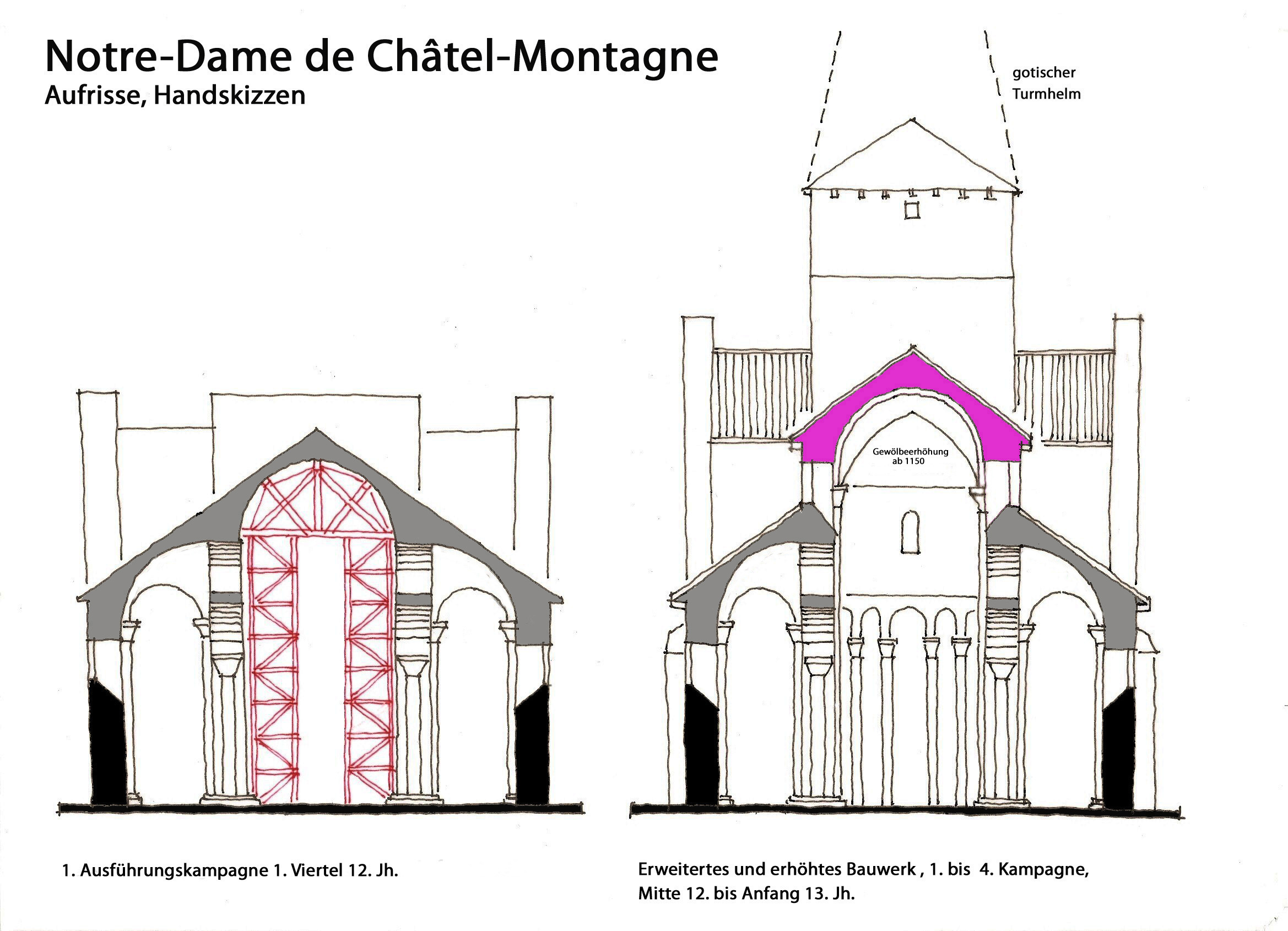
Évolution de l'élévation de la nef.
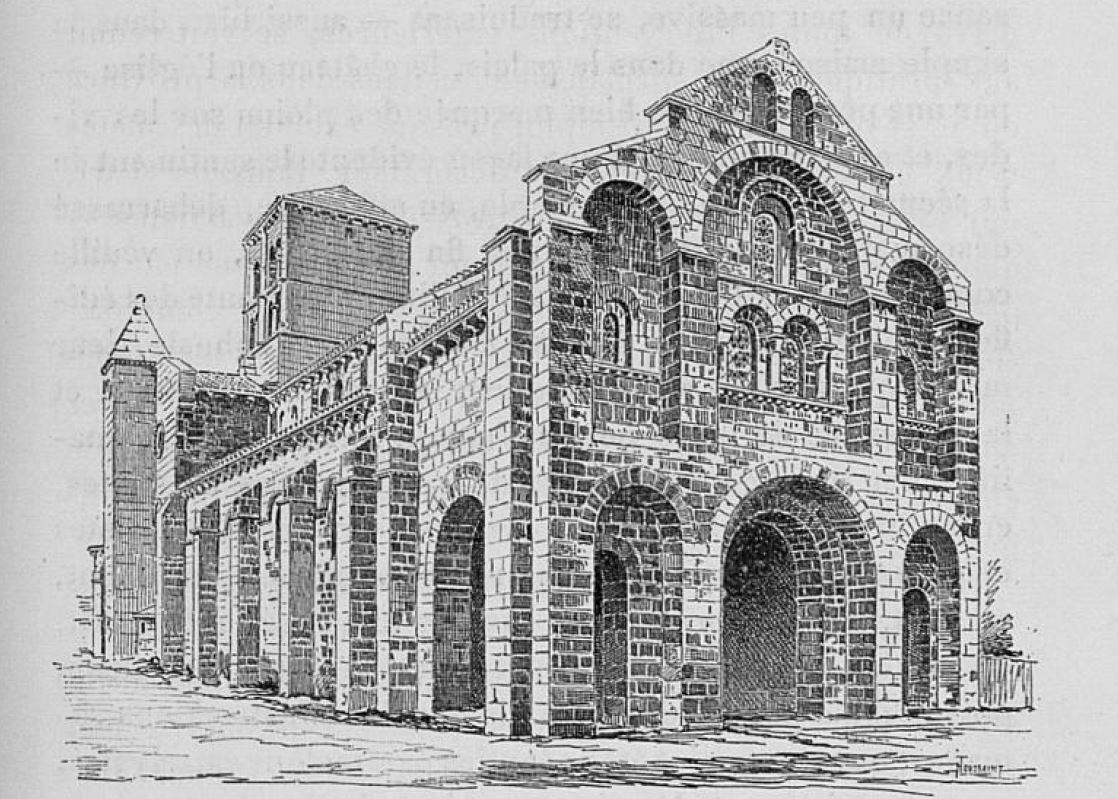
Gravure de Henri Toussaint, 1891.

## Description
L'édifice date majoritairement du XIIe siècle (une reconstruction sans doute liée à l'installation de la communauté), mais il a subi quelques transformations au XIXe siècle (partie sud). La façade ouest, très austère, mais aussi très majestueuse dans sa sobriété, se compose d'un porche et d'une travée en avant d'un mur à pignon. On pénètre ensuite dans une nef de quatre travées avec un transept peu saillant, suivi d'un chœur à déambulatoire et de quatre chapelles rayonnantes.
Le décor des chapiteaux du chœur est constitué majoritairement de végétaux : palmettes, acanthes, feuilles plates, et d'animaux. Dans les bas-côtés, on remarque un âne, une sirène-poisson. Le matériau utilisé est un granit local souvent à gros grains, ce qui explique le faible développement du décor sculpté. L'église est le résultat d'influences multiples, ce qui se comprend en raison de sa localisation aux limites de la Bourgogne et de l'Auvergne.

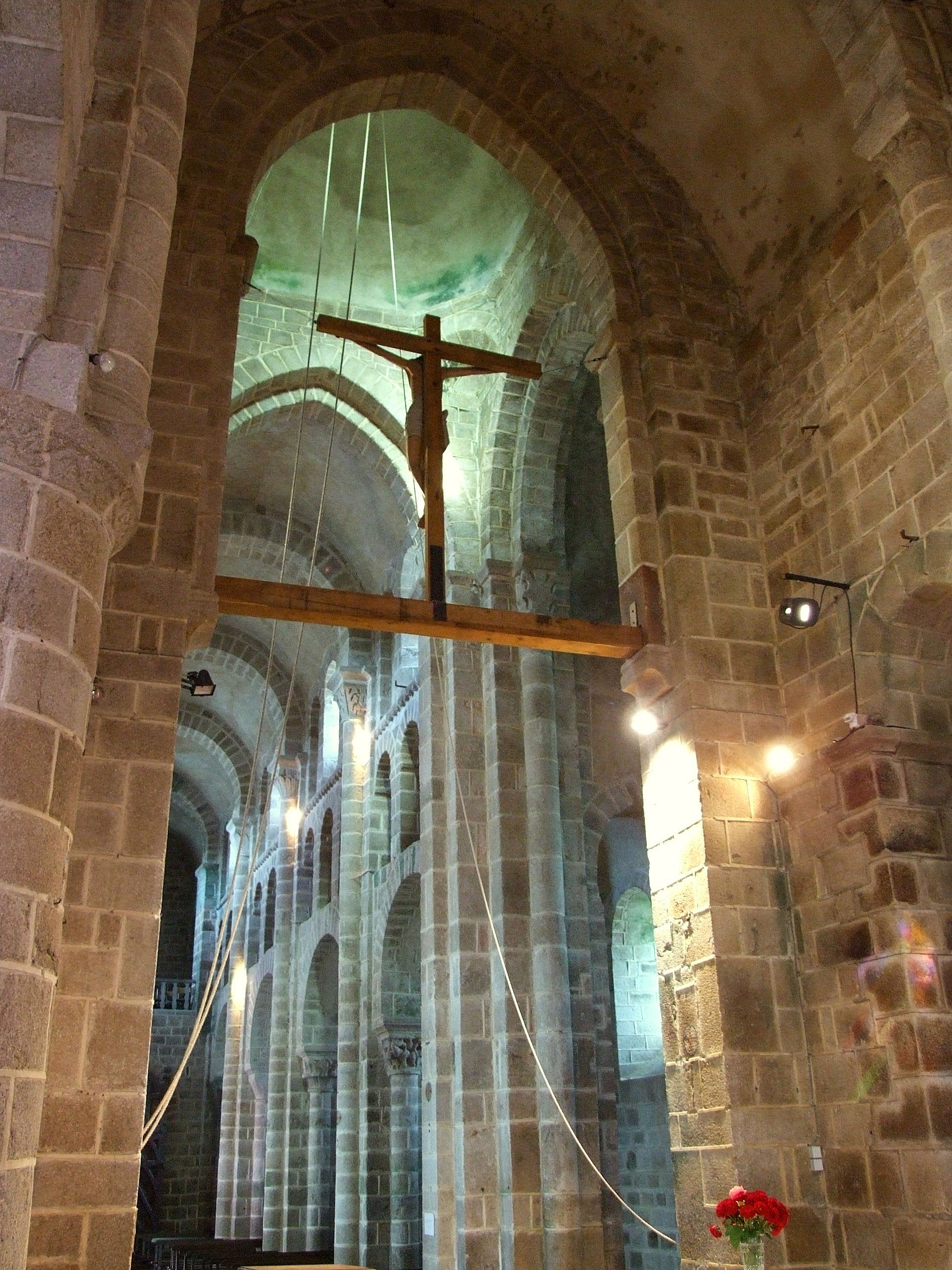
Poutre de gloire et nef vues du chœur.
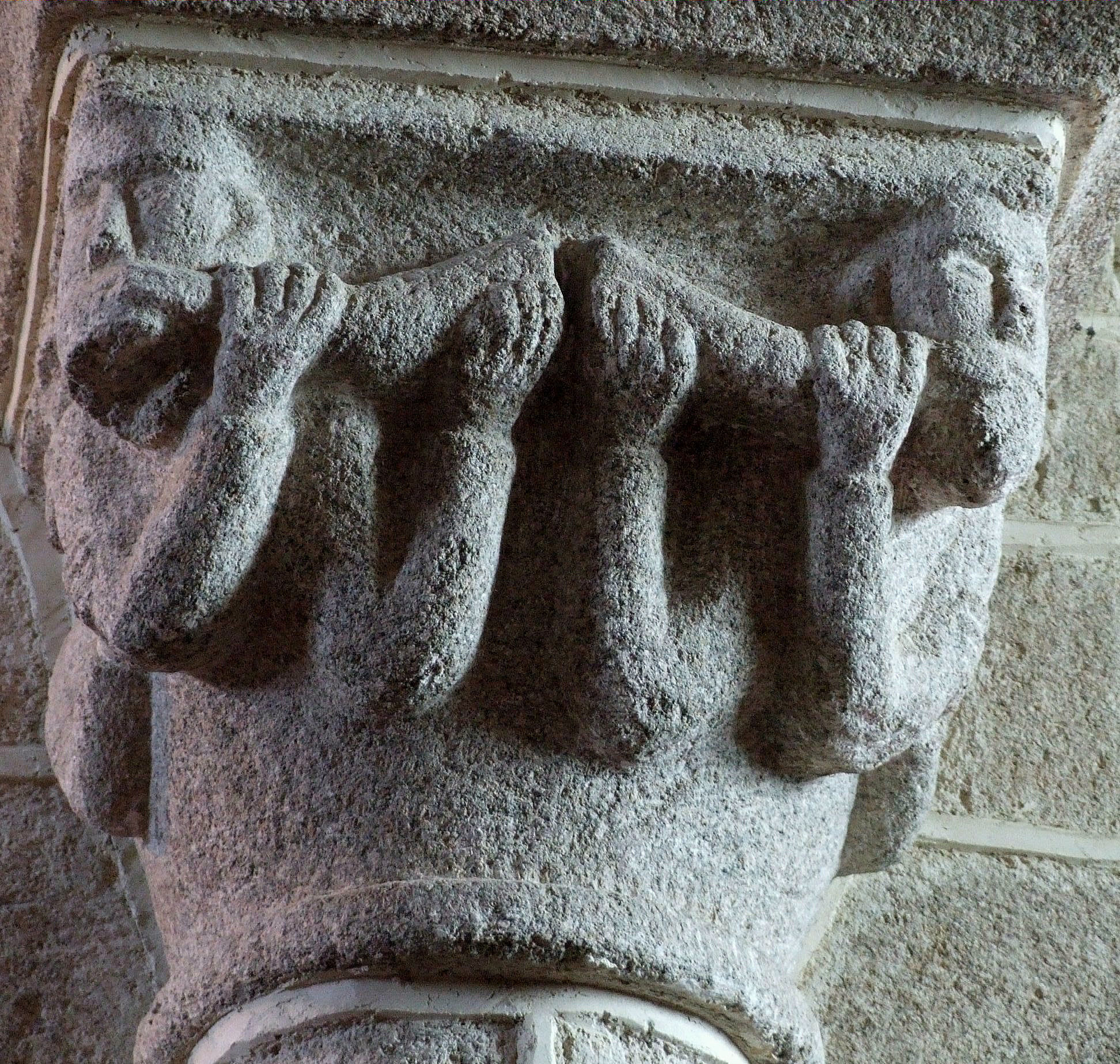
Chapiteau.
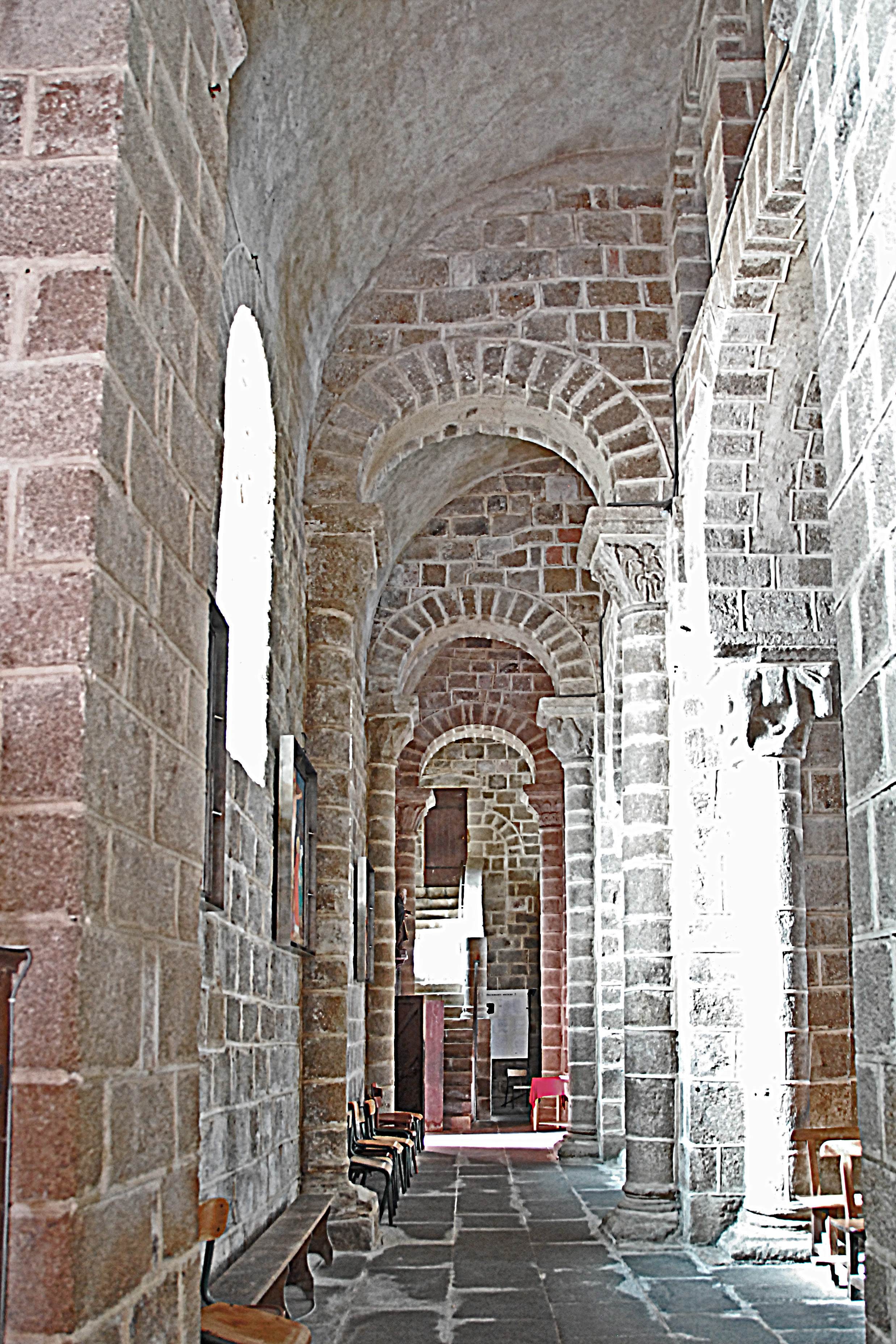
Bas-côté.

### Mobilier
La clôture de chœur médiévale, qui, antérieurement, séparait le déambulatoire du chœur montée sur un bahut en bois, est dans la tribune. Elle est classée depuis 1999.
Trois statues font l'objet d'une inscription : une Vierge de Pitié du XVIe, une Vierge à l'Enfant du XVe et un Saint Antoine,. Le chemin de croix, peintures sur tôle dans un cadre de métal, réalisées par le chanoine Desrosiers, curé de la paroisse de 1895 à 1911, restauré en 2005 est également inscrit,. 

#### Les cloches
Trois cloches, actionnées par des sonneurs avec les cordes qui descendent de la coupole, sont placées dans le clocher de la tour de croisée. Jacqueline-Denise, la plus grosse, pèse 613 kilos et donne le fa dièse, elle est refondue par Bollée d'Orléans en 1835 avec les morceaux de l'ancienne grosse cloche. Bernadette-Marguerite-Marie pèse 416 kilos, donne le la dièse, elle est également fondue en 1835 par le même fondeur. La troisième est plus ancienne : 1806, pesant 390 kilos elle donne le la, son nom n'est pas connu.

#### L'horloge
Installée dans une armoire transparente dans le bas-côté sud elle actionne le cadran principal et les soneries de cloche par un système de renvoi avec des cables apparents. Son mouvement est mu par deux contre-poids, le principal de 300 kilos doit être remonté tous les sept jours. Ce mécanisme, payé par souscription communale, date de 1927. Il est fabriqué par Odobey Cadet à Morez (Jura).

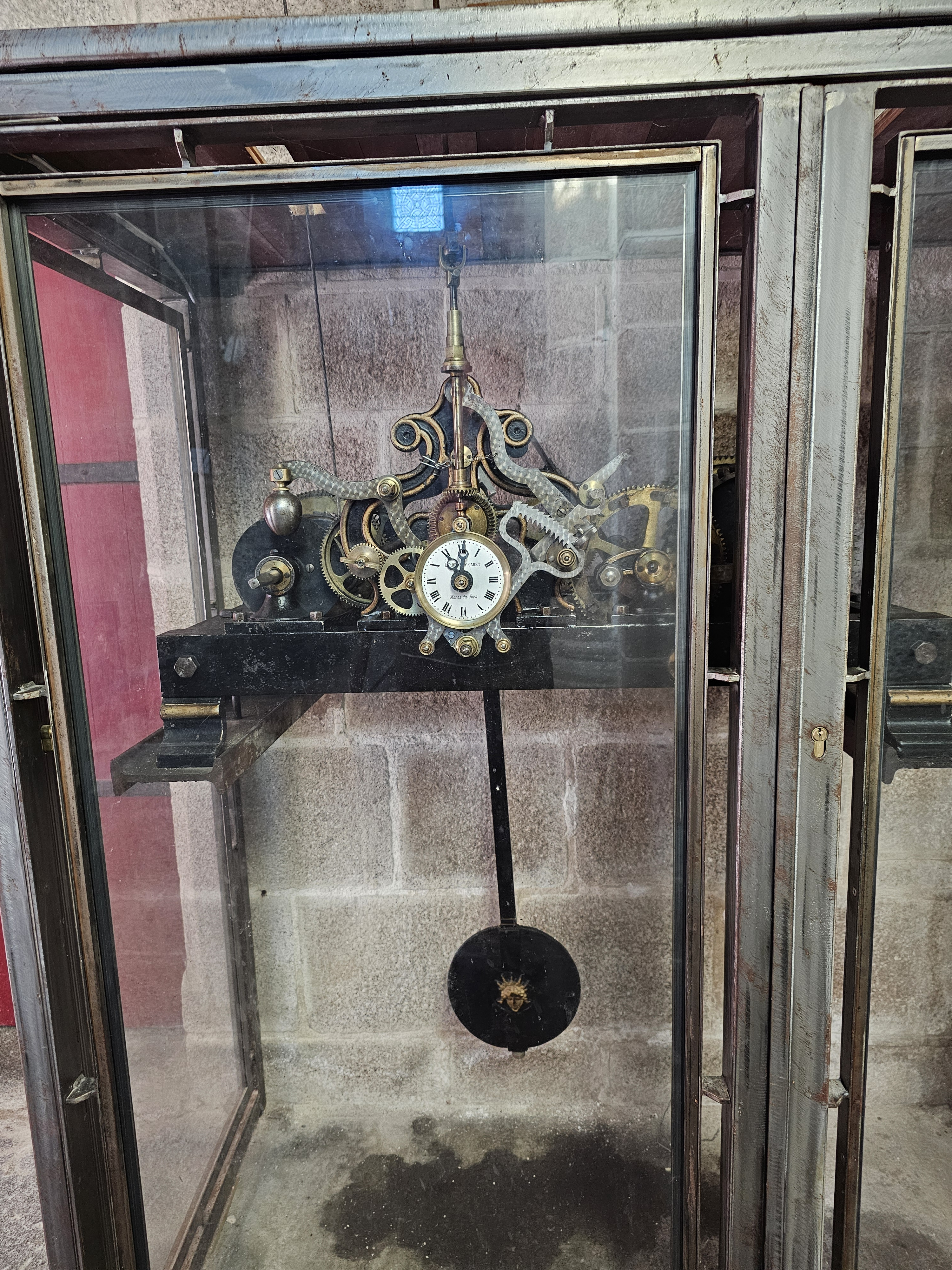
Armoire de l'horloge Odobey Cadet 1927.
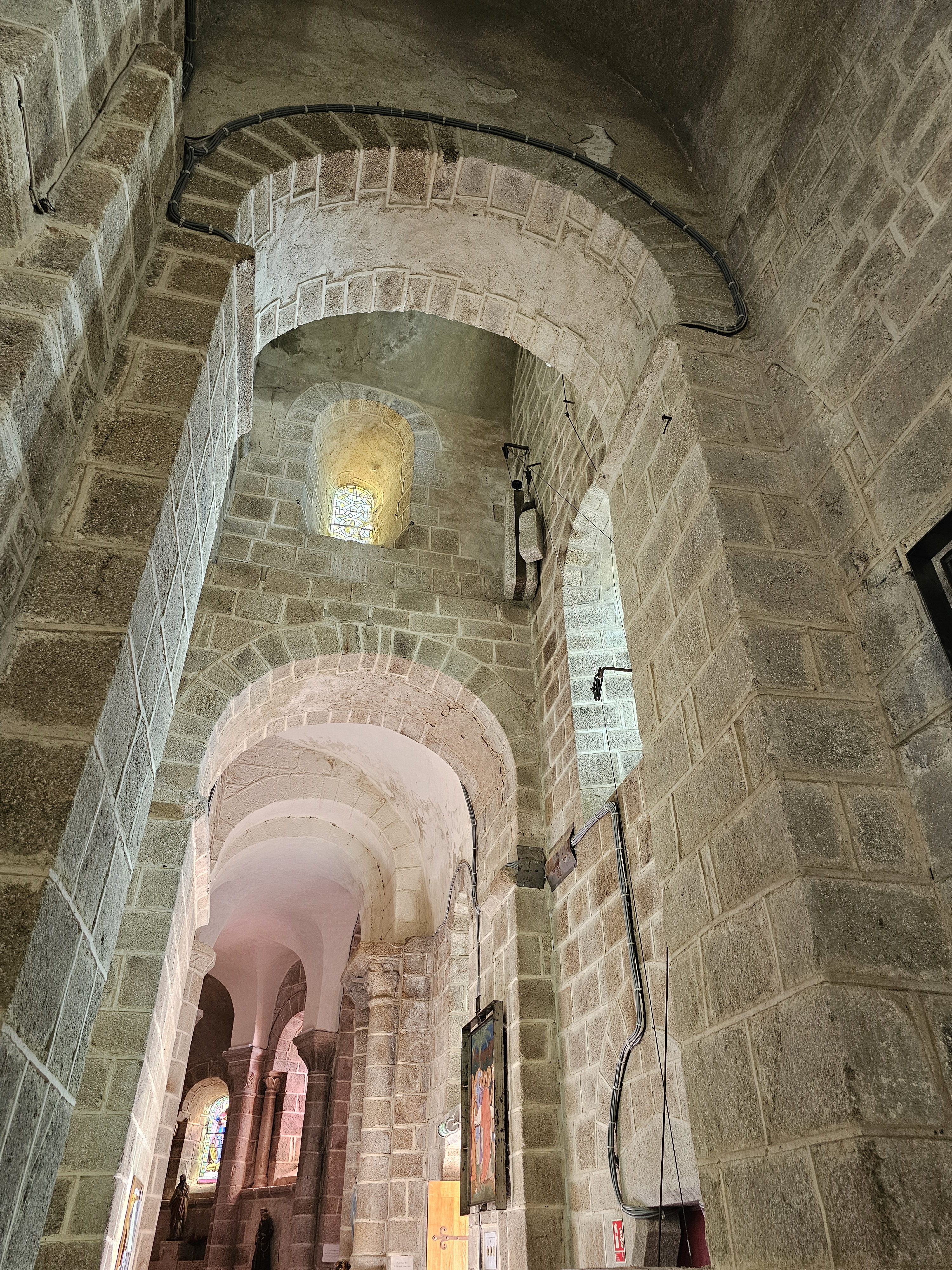
Horloge : cables et contrepoids.
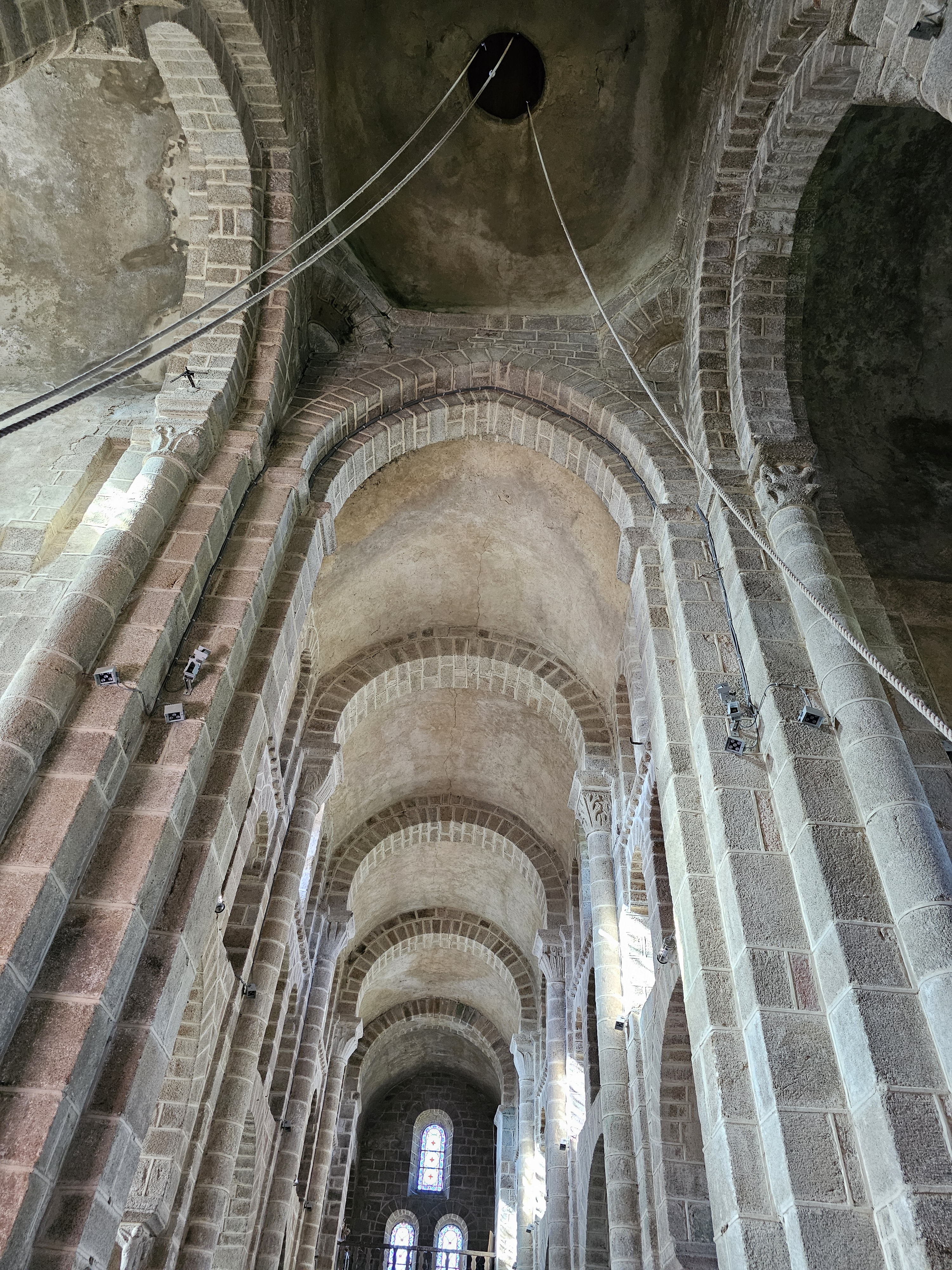
Coupole de la croisée et les cordes des trois cloches.